# Andrea Di Robilant (cineasta)
Andrea Nicolis di Robilant (Venezia, 23 gennaio 1899 – Roma, 10 agosto 1977) è stato uno sceneggiatore, produttore cinematografico e regista italiano.

## Biografia
Proveniente da una nobile ed antica famiglia, entra nel mondo del cinema come soggettista e sceneggiatore, fondando anche una casa di produzione cinematografiche, la SOL S.a., affidando al regista ungherese Ladislao Vajda la prima pellicola con essa realizzata, Giuliano de' Medici, dove tra gli altri attori fa debuttare la moglie Alanova, ballerina e coreografa, che apparirà anche in film successivi.
Nel 1943, nella sua Venezia, gira il suo unico film come regista: Canal Grande, dove, pur all'interno  di un lungometraggio in bianco e nero, gira a colori Agfacolor il finale, dedicato alla Regata Storica. Il pubblico rimane poco convinto dai colori approssimativi della sequenza, tanto da convincere il distributore, per le successive visioni, alla ristampa in bianco e nero della sequenza.
Di Robilant abbandona il cinema nel 1945 per morire a Roma nel 1977.

## Filmografia
- Giuliano de' Medici, regia di Ladislao Vajda (1940), sceneggiatura e produzione
- La zia smemorata, regia di Ladislao Vajda (1941), soggetto e produzione
- Un'avventura di Salvator Rosa, regia di Alessandro Blasetti (1941), produzione
- La nascita di Salomè, regia di Jean Choux (1941), produzione
- Le due tigri, regia di Giorgio Simonelli (1941), sceneggiatura e produzione
- I pirati della Malesia, regia di Enrico Guazzoni (1941), sceneggiatura e produzione
- La famiglia Brambilla in vacanza, regia di Carl Boese (1942), soggetto e produzione
- Canal Grande, (1943), sceneggiatura, produzione e regia